# Jasón

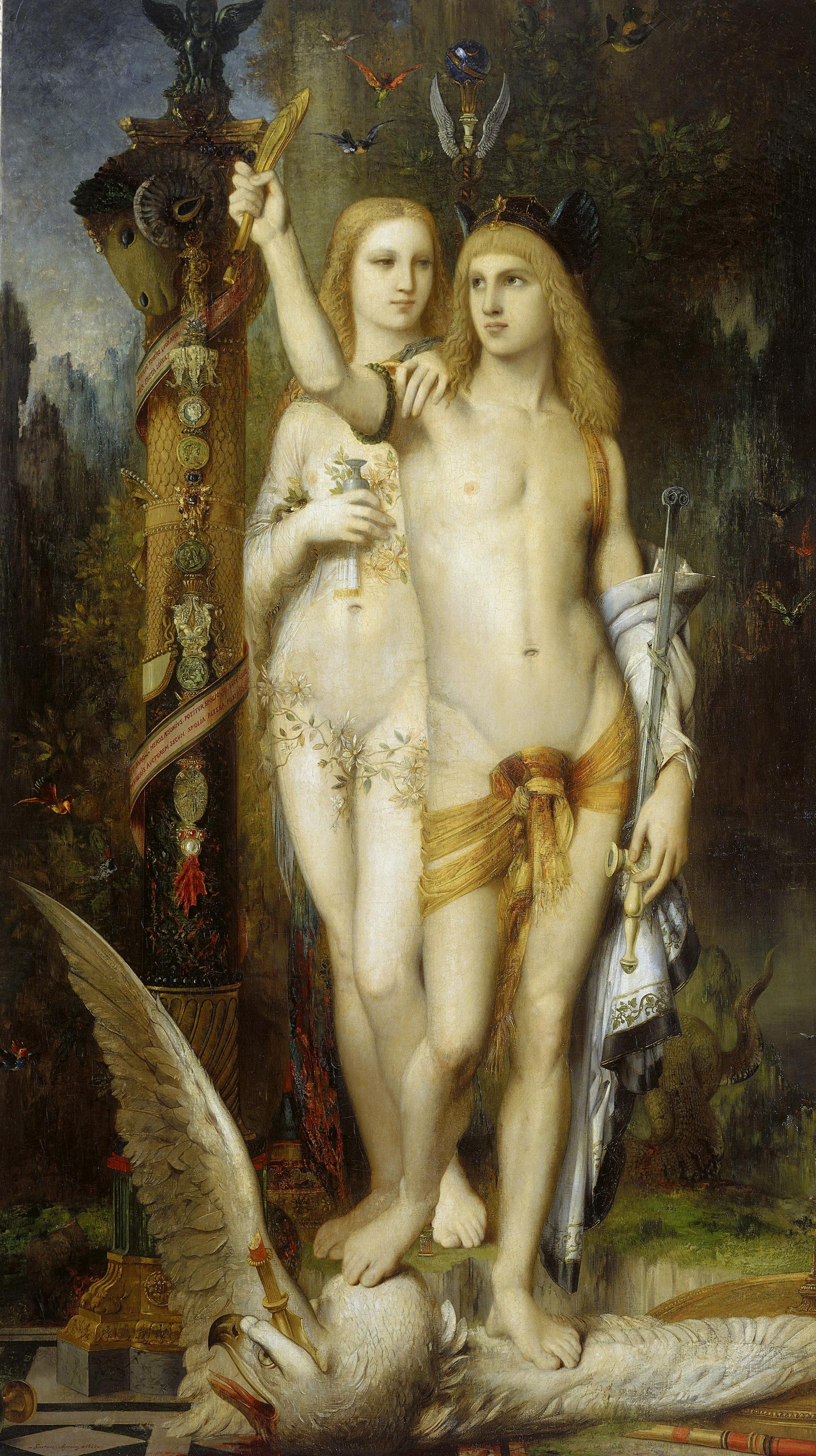
Jasón y Medea, de Gustave Moreau
(Museo de Orsay).

Jasón (en griego antiguo: Ἰάσων, latín: Iᾱso) es un héroe de la mitología griega, navarca y protagonista en el mito de la expedición de los Argonautas. 

## Progenitores
Su padre era Esón, hijo de Creteo y rey de Yolco hasta que su medio hermano, Pelias, lo destronó. Según otro relato, Esón confió el reino a su hermanastro Pelias hasta que Jasón alcanzase la mayoría de edad. 
El nombre de la madre de Jasón es incierto. Las versiones más antiguas dicen que era Polimela o Polimele, hija de Autólico, cuyo nombre dan algunos como Polimede o Polifeme. Como descendiente de los minias, a Jasón también se lo imagina como hijo de Alcímede o Alcímeda, hija a su vez de Clímeno o bien de Fílaco y Clímene. También hay quienes la denominan Anfínome, Reo, Eteoclímene, Arne o Escarfe, e incluso Teogneta, hija de Laódico.

## Jasón reclama el trono de Yolcos
Pelias, tío de Jasón, tras consultar sobre su futuro, fue advertido por el oráculo de que tuviera cuidado con un hombre calzado con una sola sandalia, porque pondría en peligro su trono.
Jasón fue educado por el centauro Quirón hasta que llegó a la edad adulta. Cuando cumplió los veinte años, se dirigió a Yolco dispuesto a recuperar el trono que por herencia le pertenecía. Vestía de manera extraña, cubierto con una piel de pantera, con una lanza en cada mano y con el pie izquierdo descalzo, según algunos porque había perdido una sandalia cruzando un río y había ayudado a Hera a cruzarlo, representada como una anciana, y esta más tarde se lo agradeció. Con esta indumentaria se presentó en la plaza pública de Yolco en el momento en que su tío Pelias se disponía a celebrar un sacrificio. Pelias no lo reconoció, pero sintió miedo por el extranjero descalzo. Jasón permaneció cinco días con su padre Esón y al sexto se presentó a Pelias y le reclamó el trono que le pertenecía legítimamente. Pelias decidió alejarlo de su tierra enviándolo a una difícil misión: viajar hasta la Cólquide (al pie del Cáucaso) y traer de allí el vellocino de oro, la piel de un carnero fabuloso que había salvado la vida a Frixo, sobrino de Pelias, y lo había trasladado a la Cólquide. Allí ofreció Frixo este carnero en sacrificio a Zeus y luego regaló la piel del animal, que era de oro, al rey Eetes. Este lo consagró a Ares y lo depositó en un árbol custodiado por una serpiente que nunca dormía.
Según otra versión, el propio Jasón, inspirado por Hera, se habría impuesto la realización de la prueba. Y es que, al presentarse ante Pelias, este advirtió su pie descalzo y, comprendiendo el peligro que le anunciaba el oráculo, le preguntó qué castigo impondría a un individuo que conspirase contra su rey. Jasón contestó que lo enviaría a buscar el vellocino de oro, respuesta que se volvió contra él.

## Viaje de los Argonautas

### Viaje de ida a la Cólquida
Jasón solicitó entonces la ayuda de Argos, hijo de Aréstor, y, por consejo de Atenea, construyó la nave Argo, que había de conducir a la Cólquide a Jasón acompañado de un grupo de héroes griegos, cuyo número oscila entre 45 y 69 según las diversas fuentes, que recibieron el nombre de Argonautas (navegantes del Argo). Reunidos, pues, los Argonautas, se hicieron a la mar en dirección a la Cólquida.
No mucho después llegaron a la isla de Lemnos, donde solo habitaban mujeres. La reina, Hipsípila, que se enamoró de Jasón, le contó que las mujeres de la isla habían sido castigadas por la diosa Afrodita por no rendirle culto, impregnándolas de un olor tan desagradable que los hombres las habían rechazado y se habían buscado mujeres de las islas vecinas. En venganza, las lemnias mataron a los hombres de la isla. Los Argonautas permanecieron un tiempo en la isla, se unieron amorosamente a ellas y luego se marcharon. Jasón tuvo dos hijos de Hipsípila como resultado de ello, llamados Euneo y Nebrófono.
Después de pasar por algunos países, llegaron a Salmideso, donde encontraron a Fineo, ciego y adivino, al que los Argonautas ayudaron a deshacerse de las Harpías, monstruos voladores con rostro de mujer, garras y alas, que, cumpliendo un castigo impuesto por los dioses, impedían que Fineo pudiera alimentarse.
Fineo, en agradecimiento, les dijo a los Argonautas el camino a seguir hasta la Cólquida y además cómo podían superar el peligro que les esperaba al llegar a las Rocas Azules, dos enormes peñascos flotantes en continuo movimiento que chocaban entre sí, aplastando a todos los que pretendían pasar entre ellas.

### Obtención del vellocino de oro

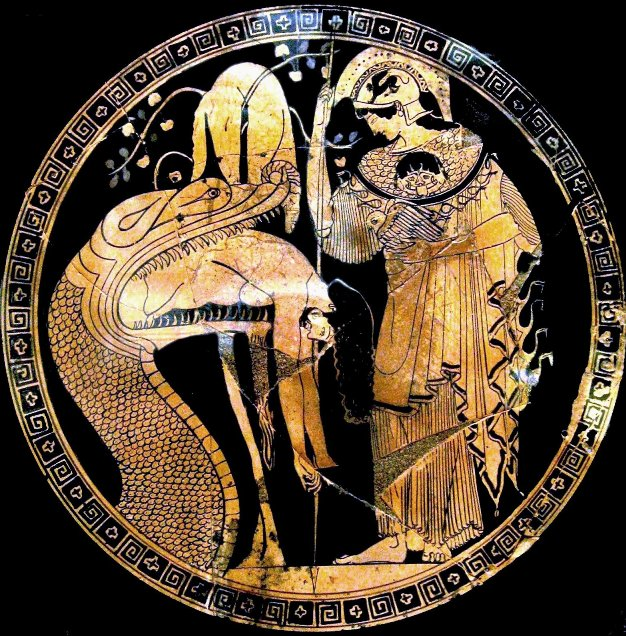
Jasón siendo regurgitado por el dragón que guarda el Vellocino de Oro (centro, colgando del árbol); Atenea está a la derecha. Kílix con figuras rojas, c. 480-470 a. C. De Cerveteri (Etruria). Museos Vaticanos

Superado este obstáculo, llegaron a la Cólquida. Jasón anunció su propósito al rey, Eetes. Este le dijo que le dejaría llevarse el vellocino de oro si antes conseguía unir a los dos toros que lo custodiaban, arar un campo con ellos, sembrar sobre los surcos unos dientes que había entregado Atenea al rey y luego vencer a la serpiente que nunca dormía y que permanecía al pie del árbol donde se hallaba el vellocino. Medea, la hija del rey Eetes, que era hechicera, se enamoró apasionadamente de Jasón y ayudó a este a llevar a buen término su hazaña (previo compromiso de Jasón de llevarla consigo a Yolco), poniendo en práctica su brujería. 
Dio a Jasón una pócima mágica para que no le hicieran daño los toros monstruosos. Habiendo conseguido unir a los toros, lanzó los dientes sobre los surcos hechos en la tierra. De ellos brotaron cientos de hombres armados, llamados Espartos, que se lanzaron contra el héroe, pero este, siguiendo las instrucciones de Medea, arrojó una piedra entre ellos y los ejércitos se enfrentaron entre sí. Luego, Medea provocó un terrible sueño a la serpiente, durante el cual Jasón se apoderó de la preciada piel y huyó con sus hombres, con Medea y con el hermano de ésta, Apsirto, en su embarcación.

### Occisión de Apsirto
Los hombres de Eetes persiguieron a la nave y Medea mató a su hermano, que era un niño, lo despedazó y lo arrojó al mar. El rey Eetes recogió los restos de su hijo y perdió de vista a los Argonautas. En otra versión, Apsirto no era niño, sino un hombre adulto que fue enviado por Eetes al mando de un grupo de colcos armados en persecución de los Argonautas. Los alcanzó en el Mar Adriático, en la corte de Alcínoo en Istria. Allí Alcínoo se ofreció como juez y dijo en secreto a su esposa Arete que decidiría devolver a Medea a los colcos si era virgen, pero en caso contrario se la daría a Jasón. Arete informó a Jasón de ello y la noche anterior al juicio desvirgó a Medea, por lo que al día siguiente fue entregada a su esposo. Apsirto no se conformó y continuó persiguiendo a los Argonautas hasta una isla en la que Jasón estaba ofreciendo sacrificios y donde Jasón mató a Apsirto. A veces se considera que la muerte de Apsirto fue fruto de una conspiración en la que intervino también Medea.

### Regreso a Yolco
Durante el viaje de regreso, los Argonautas debieron sortear diversos peligros, además de perseguir a los colcos: tempestades, el asedio de las Sirenas, el ataque de los monstruos Escila y Caribdis o el ataque del gigante Talos. Finalmente llegaron a Yolco. Allí entregó Jasón el vellocino a Pelias y tramó su muerte con ayuda de Medea, quien convenció a las hijas de Pelias de que podría devolver la juventud a su padre si lo partían en trozos y lo cocían. Así lo hicieron y causaron la muerte del rey. Acasto, hijo de Pelias, expulsó a Jasón y a Medea de Yolco.

## Jasón y Medea en Corinto
Entonces Jasón y Medea huyeron a Corinto, donde vivieron felices durante diez años. Tuvieron dos hijos. Pero más tarde, Jasón repudió a Medea para casarse con Creúsa, hija de Creonte, el rey de Corinto. Medea, para vengarse, acabó con la vida de Creúsa  y con la de los hijos que ella misma había tenido con Jasón, Mérmero y Feres.

## Expedición contra Yolco y muerte
Tras esto, Jasón regresó a Yolco junto con Peleo y los Dióscuros en una expedición de castigo contra el rey Acasto y su esposa.  Saquearon la ciudad y Jasón o su hijo Tésalo ocuparon el trono.  Hay diversas versiones sobre su muerte: se decía que se había suicidado a causa de la tragedia causada por Medea  pero también existía la tradición de que había muerto al caerle encima un trozo de madera podrida de la nave Argo.

## Descendencia
| Consorte        | Descendencia |
| --------------- | --- |
| Medea           | Ya en la Teogonía se dice que el primer hijo de Jasón y Medea fue Medeo o Medo, que se educó en las montañas Quirón; otros lo llaman Políxeno. Cuando Jasón quiso casarse con Glauce (o Creúsa), hija de Creonte, Medea se vengó matando a los hijos que había tenido de Jasón, Mérmero y Feres. Otros dicen que fueron los propios corintios quienes mataron a los infantes. Otros dicen que fueron tres hermanos, los gemelos Tétalo o Tésalo y Alcimenes, y un tercero, Tisandro. Tétalo logró escapar de la muerte y gobernó después de Acasto. Alcimenes y Tisandro, sin embargo, posteriormente fueron enterrados por Jasón en el santuario de Hera en Corinto. También nació una hija, Eriópide o Eriopis. Otra fuente nos dice que de Jasón y Medea nacieron siete hijos y siete hijas pero no los citan. |
| Glauce o Creúsa | s/o |
| Hipsípila       | Jasón tuvo asimismo dos hijos con Hipsípila, la reina de Lemnos. Uno, Euneo, llegó a ser rey de Lemnos; el otro es referido como Nebrófono, Toante o Deípilo. |
| s/o             | Las fuentes citan igualmente a otros dos hijos de Jasón, pero no hacen mención de la madre. Uno fue Argos, que fue amado por Heracles. El otro se llama Apis y dicen que Etolo lo mató sin querer. |

## Jasón y el cine
Se han rodado varias películas de cine y de televisión que tratan sobre el viaje de los argonautas en busca del vellocino: 
- 1958: Hércules (Le fatiche di Ercole): largometraje de cine producido por Italia y dirigido por Pietro Francisci, con Steve Reeves en el papel de Hércules y Sylva Koscina en el de la princesa Íole.

- 1960: Los gigantes de Tesalia (I giganti della Tessaglia): lagometraje de cine coproducido por Italia y Francia y dirigido por Riccardo Freda.

- 1963: Jasón y los argonautas (Jason and the Argonauts): largometraje de cine producido por el Reino Unido y dirigido por Don Chaffey, con Todd Armstrong (1937 - 1992) en el papel de Jasón y Nancy Kovack en el de Medea. Destacan en esta película los efectos especiales de Ray Harryhausen.

- 1969: Medea: largometraje de cine producido por Italia y dirigido por Pier Paolo Pasolini, con Maria Callas en el papel de Medea.

- 1971: Los argonautas (Аргонавты):[41] cortometraje de dibujos animados producido por Soyuzmultfilm y dirigido por Aleksandra Snezhko-Blotskaya (Александра Снежко-Блоцкая, 1909-1980).

- 1988: Medea; telefilme para la televisión de Radio Dinamarca basado en la adaptación de Carl Theodor Dreyer y dirigido por Lars von Trier.

- 2000: Jason and the Argonauts: miniserie de televisión producida por Hallmark, con Jason London (n. 1972) en el papel de Jasón y Frank Langella en el de Eetes.